# Galumnella tanzanica
Galumnella tanzanica är en kvalsterart som beskrevs av Sandór Mahunka 1984. Galumnella tanzanica ingår i släktet Galumnella och familjen Galumnellidae. Inga underarter finns listade i Catalogue of Life.